# Gクリエイターズ
株式会社Gクリエイターズ（ジークリエイターズ）はGDH傘下のアニメーションスタジオ、Web制作も行う。

## 概要
- 所在：東京都港区赤坂9-1-20-103
- 設立：2000年5月1日
- 資本金：60,000,000円
- 代表取締役：守屋秀樹
- 取締役：中木啓幸

## 主な作品
- デジガールPOP!
- Project PAPO
- ダイヤモンドロップ
- スーパーヒーローフューチャーズ
- デビルコレクターズ
- ロボクマ
- 蒼のフルーツ
- Wellwind Story
- 犬小屋の世界
- よはねの部屋
- ネコろん